# ديفيد جيه لوكوود
ديفيد جيه لوكوود (بالإنجليزية: David J. Lockwood)‏ (و. – م) هو فيزيائي من كندا .

## التعليم
تعلم في جامعة إدنبرة، وجامعة كانتربري

## جوائز
حصل على جوائز منها:
- Henry Marshall Tory Medal [الإنجليزية]‏ (2005).